# جاكوب هيزل
جاكوب هيزل (بالإنجليزية: Jacob Hazel)‏ (15 أبريل 1994 ببرادفورد في المملكة المتحدة - ) هو لاعب كرة قدم بريطاني في مركز الهجوم. لعب مع نادي تشيسترفيلد ونادي اتحاد مانشستر وأشتون يونايتد وBuxton F.C. ‏ وفريكلي أثلتيك ‏ وماتلوك تاون ‏ وMickleover F.C. ‏ وSK Sprint-Jeløy ‏ ونادي ووركينغتون ونادي برادفورد بارك أفنيو.

## وصلات خارجية
- جاكوب هيزل على موقع قاعدة بيانات كرة القدم.إي يو (الإنجليزية)
- جاكوب هيزل على موقع ناشيونال فوتبول تيمز (الإنجليزية)
- جاكوب هيزل على موقع Soccerway.com (الإنجليزية)